# Nordel

Nordel blev 2009 ENTSO-E:s grupp RG Nordic.

Nordel var en samarbetsorganisation inom elområdet. Nordel bildades 1963 och utgjordes av de nordiska stamnätsföretagen. Det huvudsakliga arbete var organiserat i tre kommittéer: Planeringskommittén, driftkommittén och marknadskommittén.
De 42 europeiska systemansvariga stamnätsföretagen har 2008 bildat organisationen European Network of Transmission System Operators for Electricity (ENTSO-E). Där ingår även medlemmarna i Nordel och Nordel lades ner under 2009.

## Systemansvariga
- Energinet (Danmark)
- Fingrid Oyj (Finland)
- Landsnet hf (Island)
- Statnett SF (Norge)
- Svenska kraftnät (Sverige)